# ニキータ・ミハルコフ
ニキータ・セルゲーヴィチ・ミハルコフ （ロシア語: Ники́та Серге́евич Михалко́в、ラテン文字転写例: Nikita Sergeyevich Mikhalkov, 1945年10月21日 - ） は、ソ連・ロシアの映画監督・脚本家・俳優。

## 来歴
1945年10月21日、モスクワで生まれる。父親は作家であり、ソビエト連邦国歌およびロシア連邦国歌作詞者のセルゲイ・ミハルコフ、母親も詩人という芸術家の家庭で育ち、幼少期からモスクワ芸術座で演技を学んだ。また、兄のアンドレイ・ミハルコフ＝コンチャロフスキーも映画監督である。
学生だった1964年にゲオルギー・ダネリヤ監督の『僕はモスクワを歩く』に主演。兄アンドレイの『貴族の巣』（1969年）などにも出演するなど、1960年代は主に俳優として活動していた。その後、全ソ国立映画大学に入学し、ミハイル・ロンムの元で映画製作を学んだ。
1974年、初の長編『光と影のバラード』を発表。1976年の『愛の奴隷』はアメリカでも上映され、高い評価を得た。翌1977年の『機械じかけのピアノのための未完成の戯曲』はサン・セバスティアン国際映画祭でグランプリを受賞した。また、黒澤明監督がソ連で製作した『デルス・ウザーラ』（1975年）の支援も行った。
1991年、『ウルガ』が第48回ヴェネツィア国際映画祭で金獅子賞を受賞。同作は1993年のヨーロッパ映画賞で作品賞も受賞した。1994年には『太陽に灼かれて』が第47回カンヌ国際映画祭で審査員グランプリを受賞。翌1995年の第67回アカデミー賞では外国語映画賞も受賞した。1998年の『シベリアの理髪師』も興行的な成功を収めた。
2007年、9年ぶりの監督作となる『12人の怒れる男』を発表。翌2008年には第21回東京国際映画祭でチェン・カイコー監督とともに黒澤明賞を受賞した。
2010年代に入り、『太陽に灼かれて』の続編となる『戦火のナージャ』（2010年）と『遥かなる勝利へ』（2011年）を発表し、三部作を完成させた。なお、三部作の全てで娘のナージャを俳優として起用している。

## 2022年ロシアのウクライナ侵攻における問題発言
2022年8月7日、自身のYouTubeチャンネル「БесогонTV」にアップロードした動画中で、ウクライナで死亡した囚人コンスタンチン・トゥリノフを英雄として紹介した。
トゥリノフは当局への協力と引き換えに「特権的な拘留条件」を得ていた者で、自白強要のため同房者を拷問していたことを2019年8月に人権団体グラグ・ネットに告発され、2021年5月に5年8ヶ月の懲役刑を言い渡されている。動画内でミハルコフはこの点に触れていない。またロシア軍やワグネル・グループがロシア国内の刑務所でウクライナでの戦闘に参加させるため囚人を募集していたことが報道されており、ミハルコフがこのことに言及したことはロシア当局が認めたことと同義であると報道された。
トゥリノフは、サンクトペテルブルクのヤブロネフカ第7刑務所でワグネル・グループに採用された最初の囚人の1人であった。囚人の家族によると、最初のグループは同月6日の夜に第7刑務所から連れ出され、9日から10日にかけてロストフに到着したと推定される。新兵は2週間の訓練後に戦地に赴くこととなっていたが、ミハルコフはトゥリノフの死亡日を7月14日としている。それが事実であれば、囚人はほとんど訓練を受けないまま戦闘行為に参加させられたことになる。
グラグ・ネット創設者のウラジーミル・オセチキンは、「数ヶ月前にトゥリノフはロシア連邦刑執行庁の職員が拷問に関与していることについて証言しようとしたが、あっという間に『リサイクル』されてしまった。ロシア連邦刑執行庁（FSIN）とロシア連邦保安庁（FSB）は、まずこの若者を拷問に使い、次に虐殺のための大砲の餌として押し込んだ。彼を更生させるどころか、破滅させた」と派兵のための囚人募集を正当化したミハルコフを非難している。

## 作品

### 監督
- 光と影のバラード Свой среди чужих, чужой среди своих （1974年）
- 愛の奴隷 Раба любви （1976年）
- 機械じかけのピアノのための未完成の戯曲 Неоконченная пьеса для механического пианино （1977年）
- オブローモフの生涯より Несколько дней из жизни И. И. Обломова （1979年）
- 五つの夜に Пять вечеров （1979年）
- 絆 Родня （1983年）
- ヴァーリヤ! 愛の素顔 Без свидетелей （1983年）
- 黒い瞳 Очи чёрные （1987年）
- Автостоп （1990年）
- ウルガ Урга （1991年）
- Вспоминая Чехова （1993年）
- Анна: от 6 до 18 （1993年） ドキュメンタリー
- 太陽に灼かれて Утомлённые солнцем （1994年）
- シベリアの理髪師 Сибирский цирюльник （1998年）
- 12人の怒れる男 12 （2007年）
- 戦火のナージャ Утомлённые солнцем 2: Предстояние （2010年）
- 遥かなる勝利へ Утомлённые солнцем 3: Цитадель （2011年）

### 出演
- 僕はモスクワを歩く（ロシア語版、英語版） Я шагаю по Москве （1964年） ゲオルギー・ダネリヤ監督
- 貴族の巣 Дворянское гнездо （1969年） アンドレイ・コンチャロフスキー監督
- SOS北極... 赤いテント Красная палатка （1969年） ミハイル・カラトーゾフ監督
- シベリアーダ Сибириада （1979年） アンドレイ・コンチャロフスキー監督
- ふたりの駅 Вокзал для двоих （1982年） エリダール・リャザーノフ監督
- 持参金のない娘 Жестокий романс （1984年） エリダール・リャザーノフ監督
- オーロラの下で （1990年） 後藤俊夫監督
- 太陽に灼かれて Утомлённые солнцем （1994年）
- シベリアの理髪師 Сибирский цирюльник （1998年）
- 12人の怒れる男 12 （2007年）
- 戦火のナージャ Утомлённые солнцем 2: Предстояние （2010年）
- 遥かなる勝利へ Утомлённые солнцем 3: Цитадель （2011年）